# Фролов, Игорь Георгиевич
Игорь Георгиевич Фролов (род. 4 апреля 1939 год, Ростов-на-Дону) — живописец. Доцент кафедры академического рисунка факультета живописи Российской академии живописи, ваяния и зодчества Ильи Глазунова.

## Биография
Игорь Фролов родился 4 апреля 1939 года в городе Ростов-на-Дону. После начала войны, они вместе с матерью Анастасией Захаровной, были эвакуированы в Беслан, затем в Баку, Красноводск, Актюбинск. После освобождения Ростова-на-Дону, в 1943 году они вернулись в город.
Игорь Фролов пошел в школу в 7 лет, но из-за проблем со здоровьем связанных с недоеданием, было решено подождать еще год. В школе ему нравилось рисовать, а в свободное время смотреть за работой художников в городе.
В 1956 году Игорь Фролов стал студентом Ростовского художественного училища имени М. Б. Грекова. В 1957 году его преподавателем по рисунку в училище стал Аркадий Федорович Мартиросов. Он поставил руку студенту. Учителями живописи были художники Валентин Фёдорович Щебланов и Арсений Мокеевич Чернышев. Студентом он часто ездил в живописные места области, чтобы писать с натуры.
Окончив 4 курс училища, он вместе с Виктором Сагайдачным поехал в Москву для поступления в Московский художественный институт имени В. И. Сурикова, но они не поступили и вернулись в Ростов-на-Дону. Здесь Игорь Фролов окончил обучение на последнем курсе училища и вновь поехал в Москву. Он опять не добрал балов для поступления в МГАХИ, но его приняли кандидатом. Его педагог из Ростовского художественного училища помог ему получить отсрочку от службы в армии, так художник смог продолжить учебу и поступил в Суриковский институт. Там его преподавателями были Федор Иванович Невежин, Лев Николаевич Шиповский, Николай Павлович Толкунов. Перед окончанием обучения в институте занимался в мастерской Дмитрия Константиновича Мочальского. После выпуска из института, он начал преподавать живопись в Московской Суриковской художественной школе.
В 1973 году Игорь Фролов вступил в Союз художников, а в 1988 году у него появилась своя мастерская. Преподавал в МСХШ до 1983 года, среди его учеников — живописец Сергей Иванович Смирнов. С 1994 года начал работать педагогом в Российской академии живописи, ваяния и зодчества.
В январе 2010 года в выставочном зале МСХ на Кузнецком, 20 открылась выставка Народного художника России Марии Владимировны Савченковой и Игоря Георгиевича Фролова.
27 апреля 2012 года открылась новая выставка Игоря Фролова «Смиренная красота русской провинции».